# Magyar Sakkszövetség
A Magyar Sakkszövetség (rövidítve MSSZ) egy magyar sportszövetség, a Nemzetközi Sakkszövetség (FIDE) tagszövetsége. Jelenlegi elnöke 2023. március 11-től dr. Polyánszky Zoltán filozófus, közgazdasági doktor, a Közigazgatási és Területfejlesztési Minisztérium Területfejlesztés Megvalósításáért felelős helyettes államtitkára.

## Székhelye
1055 Budapest, Falk Miksa utca 10.

## Története
Magyarországon először 1839-ben teremtették meg a sakkozás szervezeti kereteit: ekkor hozták létre a Pesti sakk-kört, melynek első elnöke Grimm Vince, később Széchenyi Ödön, majd Erkel Ferenc voltak.
Számos országban a 20. század elején alakultak meg az országos sakkszövetségek. A Magyar Sakkszövetség 1911-ben alakult, elnökei Huber Dániel és Maróczy Géza voltak, ezt azonban 1913-ban feloszlatták, és az első világháború miatt csak 1921-ben alakult újjá.
Az 1921. november 6-án újjáalakult Magyar Sakkszövetség elnöke Exner Kornél egyetemi tanár, nyugalmazott államtitkár volt, a társelnök Fleissig Sándor, az Angol-Magyar Hitelbank elnöke; az alelnökök: Abonyi István, Havasi Arthur és dr. Temunovich Zoltán voltak. Az ügyvezető elnök Balla Zoltán mester, a pénztáros Tóth László voltak. A Magyar Sakkszövetség 1944-ig folyamatosan és sikeresen működött. Majd 1945-ben más néven alakították újjá: a Magyar Dolgozók Országos Sakkszövetsége (MADOS) lett a neve. 1956-ban aztán ismét Magyar Sakkszövetség nevet vette fel, ami napjainkig sem változott.

## A szövetség által adományozott díj
- Az év magyar sakkozója
- Caissa lovagja díj
- Magyar Sakkozásért díj
- Barcza Gedeon-díj
- Maróczy Géza-díj

## Elnökei 1921-től kezdődően
- Exner Kornél (1921–1924)[6][7]
- Abonyi István (1924–1934)[8]
- Bláthy Ottó Titusz[9]
- Fleissig Sándor (1934–1939)[10]
- Szent-Ivány József (1939–1941)[11]
- Bencs Zoltán (1942–?)[11]
- Sipőcz László (–1945)[12] (ügyvezető elnök)
- Kossa István (1945–1953)[13]
- Asztalos Lajos (1953–1955)[14]
- Kádár János (1955)[15][4]
- Bojta Béla (1955–1960)[16]
- Szerényi Sándor (1960–1989)[17]
- Kunos Péter (1989–1998, 2005–2010)[18]
- Leisztinger Tamás (1998–2005)[19]
- Seszták Miklós (2011–2015. május)[20]
- Seszták Tamás (2015–2019)[20]
- Szabó László (2019–2023)[21]
- dr. Polyánszky Zoltán (2023– )[22]

Voltak társelnökök, valamint ügyvezető elnökök is illetve tiszteletbeli elnökök is.

## Bizottságai[23]
- Edzőbizottság
- Fegyelmi Bizottság
- Ifjúsági Bizottság
- Oktatási-Kutatási Bizottság
- Parasakk Bizottság
- Sakktörténeti és Levelezési Bizottság
- Senior Bizottság
- Versenybíró Bizottság

## Válogatott
- Férfi válogatott[24]
- Női válogatott[25]

## Publikációi
- Magyar Sakkvilág (1911–1950)[26]
- Magyar Sakkélet (1951–1984)
- Sakkélet (1985–2002)